# Bohuslav Cemper
Jeho Milost P. Mgr. Bohuslav Cemper (21. ledna 1925 Brno – 13. listopadu 2006 Rajhrad) byl moravský římskokatolický duchovní a 3. sídelní kanovník Královské stoliční kapituly u sv. Petra a Pavla v Brně.

## Životopis
Narodil se v Brně. Zde byl také 16. dubna 1950 vysvěcen na kněze. Krátce po vysvěcení musel narukovat k PTP. V březnu 1953 byl uvězněn, po propuštění v listopadu 1954 pak pracoval jako dělník. V letech 1955 až 1959 působil jako kooperátor v Hodoníně. Další dva roky nemohl působit veřejně a opět pracoval jako dělník.
Od března 1961 působil opět ve veřejné kněžské službě ve farnostech na Starém Brně, Vratěníně, v Brně-Komíně a v brněnské farnosti u kostela sv. Tomáše. Od září 1967 byl ustanoven administrátorem a později farářem ve farnosti Brno-Křenová.
Od roku 1983 byl navíc soudce, později dočasně i obhájce svazku Diecézního církevního soudu (v letech 1990–1995 navíc člen Kněžské rady). Po obnovení Orla v roce 1990 se stal prvním duchovním rádcem předsednictva Orla.
Dne 27. listopadu 1994 jej brněnský biskup Vojtěch Cikrle jmenoval kanovníkem Královské stoliční kapituly sv. Petra a Pavla v Brně. Od ledna 2006 trávil důchod v Brně, poté v Rajhradě u sester těšitelek, kde také zemřel. Pohřben je na Ústředním hřbitově v Brně. 